# The Wackness
The Wackness (en español: Locura De La Vida) es una película dramática estadounidense de 2008 dirigida por Jonathan Levine. La película fue distribuida por Sony Pictures Classics y lanzada en Estados Unidos el 29 de agosto de 2008.

## Argumento
Nueva York en el verano de 1994. La ciudad vibra al son del "hip-hop", Son los últimos días de clase y el traficante de marihuana Luke, se siente fuera de lugar. No tiene amigos, es virgen, sus padres están endeudados y lo único que hacen es discutir. la universidad le espera al terminar las vacaciones, Luke intercambia marihuana por terapia con un psiquiatra, el doctor Squires el cual está aburrido de su vida. su matrimonio se derrumba, sus clientes escasean y el tiempo pasa demasiado deprisa (para él). Con el fin de esquivar la depresión sentirse vivos, hacer el amor, combatir la tristeza y vender marihuana, Luke Shapiro y el Doctor Squires pasarán ese verano recorriendo la ciudad en busca de aventuras, chicas y de un sentido para sus vidas.

## Reparto
- Josh Peck como Luke Shapiro
- Aaron Yoo como Justin
- Olivia Thirlby Como Stephanie
- David Wohl como el padre de Luke
- Talia Balsam como la madre de Luke
- Ben Kingsley como Dr. Jeffrey Squires
- Mary-Kate Olsen como Union
- Famke Janssen como Kristen Squires
- Method Man como Percy
- Alexander Flores
- Ioana Alonso
- Fernando Colunga como Jason
- Joseph Basile

## Recepción
La película tiene críticas generalmente buenas en IMDb la califican con un 7.1 y en Rotten Tomatoes le dan 69% basado en 125 críticas

## Novela
Revolver Books publicó una novelización de la película, escrito por Dale C. Phillips

## Música
Listado de todas las canciones que aparecen en la película (mucha de la música que suena durante la película, habla de lo que está pasando en la película)
Canciones
- "The What?" - The Notorious B.I.G feat. Method Man
- "You Used To Love Me" - Faith Evans
- "Flava in Ya Ear" - Craig Mack
- "Summertime" - DJ Jazzy Jeff & The Fresh Prince
- "Can't You See" - Total feat. The Notorious B.I.G
- "I Can't Wake Up" - KRS-One
- "The World Is Yours" - Nas
- "Can I Kick It?" - A Tribe Called Quest
- "Heaven & Hell" - Raekwon
- "Bump n' Grind" - R. Kelly
- "Just a Friend" - Biz Markie
- "Tearz" - Wu-Tang Clan
- "All The Young Dudes" - Mott the Hoople
- "Long Shot Kick De Bucket" - The Pioneers